# Earth Defense
Earth Defense est un jeu vidéo de type shoot them up sorti en 1995 sur Mega Drive. Le jeu a été développé et édité par Realtec.